# 達倫·E·布倫斯
達倫·E·布倫斯（英語：Darren E. Burrows，1966年9月12日—）是美國的一位演員和導演。他出生在堪薩斯州溫斯菲爾德，父親也是一位演員 。